# Trampolino del Pakstall
Il Trampolino del Pakstall è un trampolino situato a Gallio, sull'Altopiano dei Sette Comuni, in provincia di Vicenza.
Oltre al trampolino principale, in disuso dal 2002, l'area comprende anche vari salti minori ed è perciò anche indicata al plurale, Trampolini del Pakstall, dove Pakstall (termine cimbro che significa torrente) è la località dove sono stati costruiti, appena a nord del paese. Grazie al richiamo degli eventi sportivi ospitati, la Valle del Pakstall fu nota come "Valle dei Trampolini"

## Storia

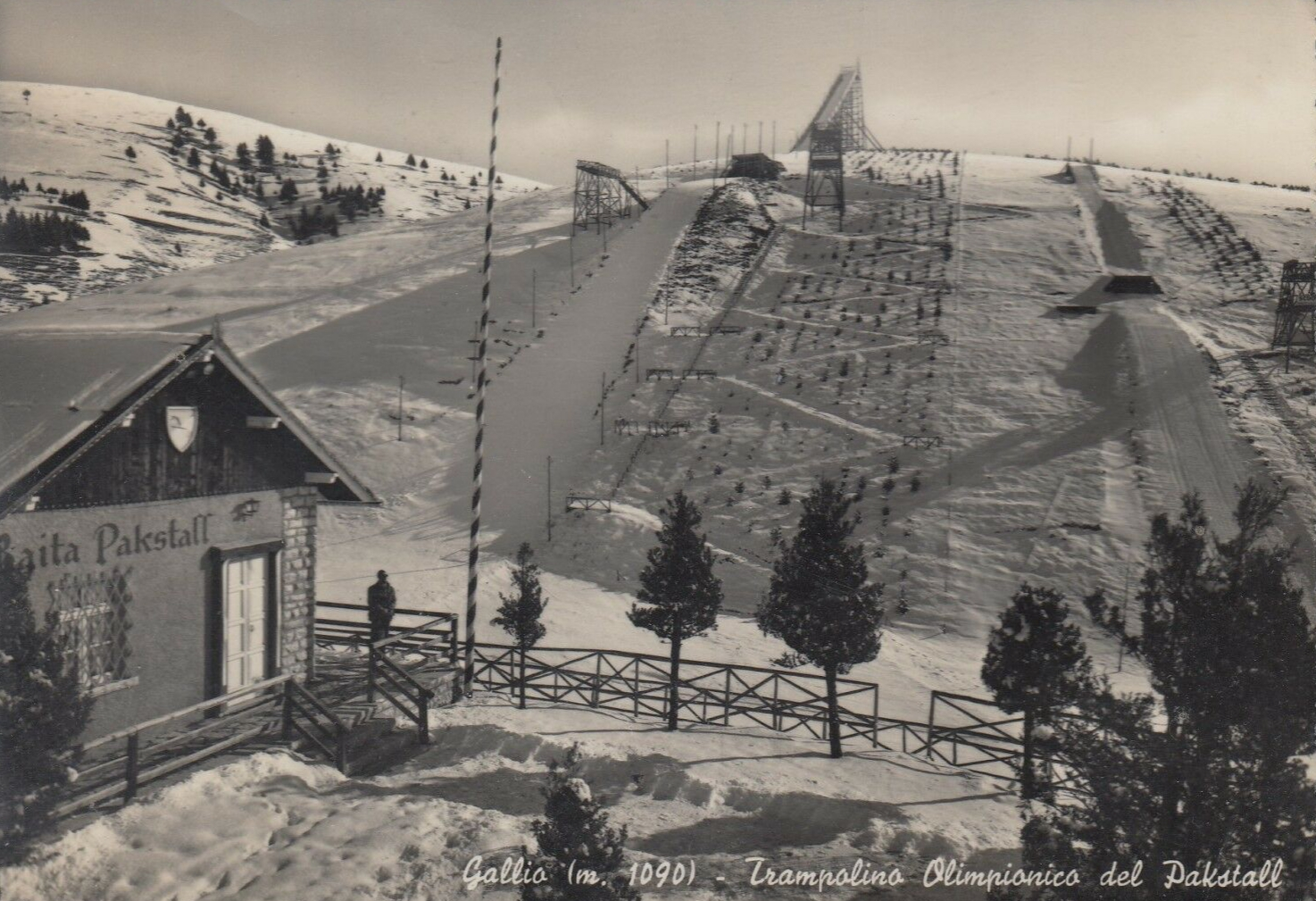
Gallio (m. 1090) - Trampolino Olimpionico del Pakstall

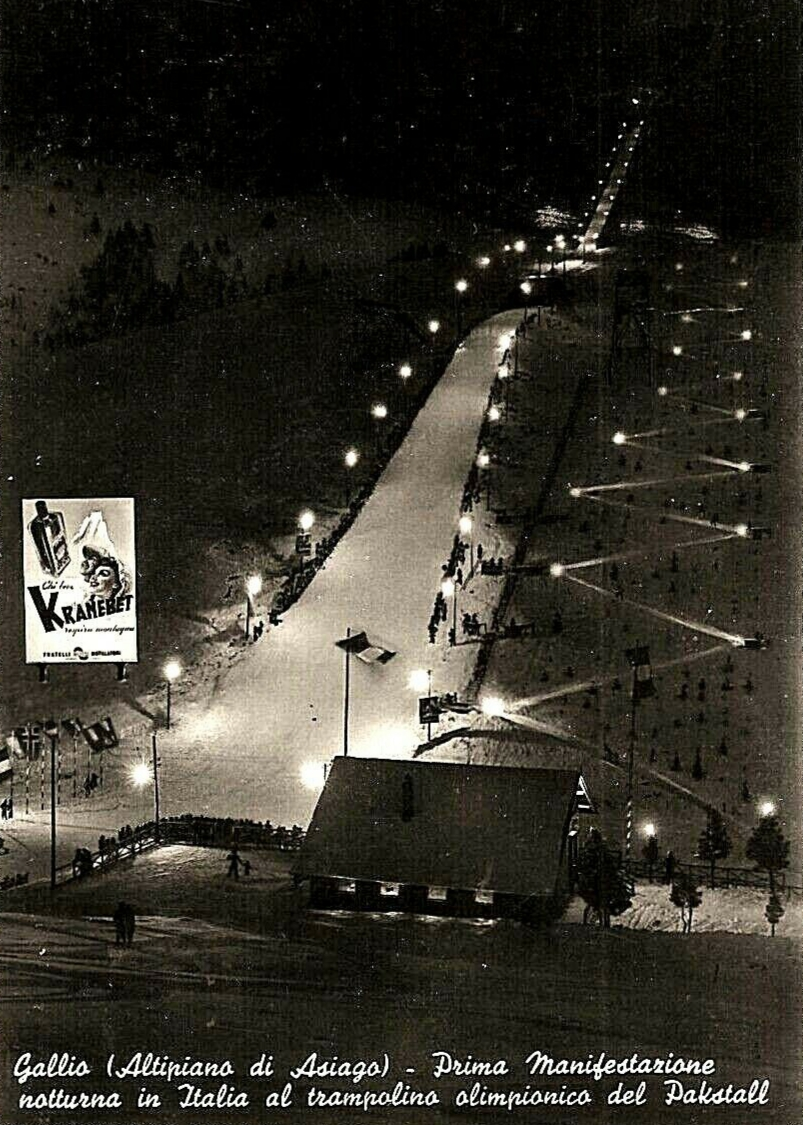
Prima manifestazione notturna in Italia al trampolino olimpionico del Pakstall (1948)

Poco dopo la fine della seconda guerra mondiale, nel 1946 venne iniziata a Gallio, sull'altopiano dei Sette Comuni, la costruzione di un trampolino in legno di 60 metri nella Valle del Pakstall, progettato dall'architetto bolzanino Guglielmo Olzner ai piedi del monte Ongara, e il 27 marzo 1947 venne ufficialmente inaugurato l'impianto.
Grazie all'impianto di illuminazione, nel 1948 venne organizzata la prima gara notturna di salto con gli sci ìn Italia.
Due anni dopo furono costruite anche le altre due colline per il salto con gli sci junior.
Nel 1950, a causa dell'usura, il trampolino di legno crollò, ma venne ricostruito poco dopo.
Il 9 gennaio 1954 venne ospitata la prima edizione internazionale della Coppa Kongsberg e negli anni successivi furono organizzate altre competizioni internazionali giovanili.
Nell'agosto 1955 il trampolino crollò per una seconda volta sotto le raffiche di vento e per circa un decennio vennero sospese tutte le attività agonistiche a causa delle difficoltà finanziarie dello Sci Club Gallio.
Nel 1975 la collina di 60 metri fu ripristinata, modernizzata e leggermente diminuita, consentendo così al comprensorio sciistico di Gallio di rientrare nel circuito internazionale.
Nel 1986, in previsione dei Mondiali juniores del 1987, l'impianto venne ampliato con un trampolino K95 e ospitò, oltre alla rassegna iridata giovanile, una tappa della Coppa del Mondo di salto con gli sci nel 1988.
Dal 1990 quasi ogni anno vennero organizzate al Pakstall competizioni di Coppa Europa o Coppa Continentale, oltre ai Campionati mondiali juniores di sci nordico 1996.
Dopo la sua chiusura, avvenuta nel 2002, il trampolino K92 (o K95) non è più stato usato, mentre è rimasto attivo un trampolino medio HS66 e un trampolino-scuola tutti rivestiti con nuove coperture in plastica e dotati di percorsi in ceramica.
Sui trampolini del Pakstall si sono formati i saltatori olimpionici locali Virginio Lunardi (Calgary 1988), Ivan Lunardi (Albertville 1992 e Lillehammer 1994) e Daniele Munari (Torino 2006).

## Caratteristiche
Il trampolino normale ha il punto K a 92 m; il primato di distanza appartiene allo sloveno Uroš Peterka (105,5 m nel 2002). Il complesso, oltre che con l'HS 66 (punto K 60), è attrezzato anche con salti minori HS 33 con punto K 31 e HS 21 con punto K 20. Vi è la possibilità di utilizzarli sia nel periodo invernale che in quello estivo. Nel 2025 viene deliberata la demolizione dei piccoli trampolini HS 33 e HS 21, ormai in disuso dalla Tempesta Vaia.